# Міхал Лісткевич

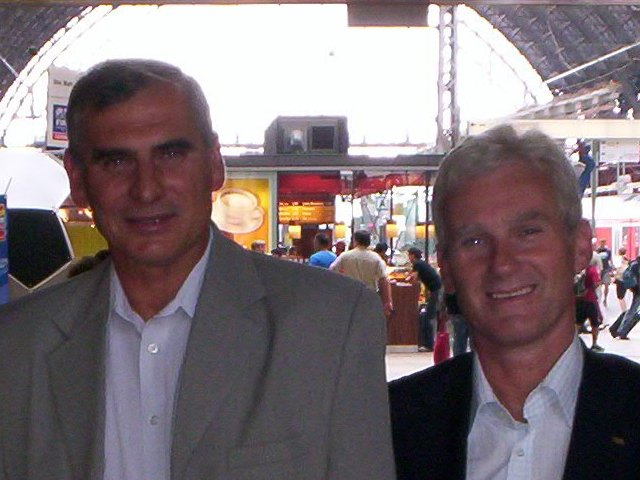
Павел Янас і Міхал Лісткевич на вокзалі у Франкфурті в 2005 році.

Міхал Юзеф Лісткевич (пол. Michał Józef Listkiewicz, нар. 20 травня 1953, Варшава) — польський футбольний арбітр, у 1999—2008 роках — президент Польського футбольного союзу.

## Біографія
Син Ольги Кошуцької — актриси і режисерки варшавського Польського театру, а також Зигмунта Лісткевича, відомого польського актора. Його син Томаш, також став футбольним суддею.
Випускник ліцею імені Йоахіма Лелевеля у Варшаві, в 1977 році закінчив угорську філологію у Варшавському університеті. Займався футболом у клубі «Маримонт» (Варшава), баскетболом в «Полонії» (Варшава) і гандболом в «Спойні» (Варшава). Під час проходження військової служби вступив до польської об'єднаної робочої партії (пізніше вийшов з цієї партії).
Він вільно говорить угорською, англійською, німецькою, російською та фінською мловами.

### Журналіст
З 1969 працював як спортивний журналіст в редакціях «Tempo» і «Sztandar Młodych», після закінчення навчання, у 1977—1987 роки, був варшавським кореспондентом журналу «Sport», у 1987—1989 роки працював у тижневику «Tak i Nie».

### Арбітр
В 1973 році став футбольним суддею, а 13 років потому, з 1986 року, арбітром міжнародної категорії (арбітром ФІФА). Обслуговував матчі на чемпіонаті Європи 1988 року, в літніх Олімпійських іграх 1988 року, чемпіонатах світу 1990 (де став першим і досі єдиним польським арбітром, що під час фінального матчу виступив у ролі помічника головного судді) і 1994 років. Кар'єру арбітра закінчив у 1996 році, обслуживши біля 1100 матчів, у тому числі 150 міжнародних.

### Спортивний функціонер
З 1979 по 1984 рік засідав у правлінні Польської баскетбольної асоціації. У 1989 року був прес-аташе футбольної асоціації, пізніше послідовно секретарем міжнародного відділу та заступником генерального секретаря футбольної асоціації, а в період з 1995 по 1998 рік генеральним секретарем. Згодом обіймав також посаду віце-президента футбольної асоціації, з якої пішов у відставку в середині 1993 року.
Від 28 червня 1999 року по 30 жовтня 2008 року обіймав посаду 23-го президента футбольної асоціації, замінивши Мар'яна Джуровича і за час роботи призначив чотирьох тренерів національної збірної (Єжи Енгкля, Збігнева Бонека, Павела Янаса і Лео Бенгаккера). Під час його президентства польська національна збірна виходила у фінальну частину чемпіонатів світу в 2002 і 2006 роках, а також чемпіонату Європи 2008 року.